# Teletrece
Teletrece är flaggskeppsnyhetsprogrammet på den chilenska TV-kanalen Canal 13. Det presenteras av journalister Ramón Ulloa och Constanza Santa Maria. Första sändningen den 1 mars 1970. Det är för närvarande det längsta speltävlingsprogrammet och den näst mest sedda nationella nyhetssändningen i Chile.
Det sänds måndag till söndag kl 21:00 på kontinentalt territorium och 19:00 på påskön. Den innehåller nittio minuters nationella, internationella och sportnyheter, följt av en nationell väderprognos med Carolina Infante. Primärt sändningar från Canal 13 Television Centre i Providencia, Santiago Metropolitan Region och studior i Valparaíso.

## Nyhetsankare

### Vardagar
- Constanza Santa Maria (2005-2007; 2010-2012; 2014-2020).[3]
- Ramón Ulloa (2011-).[4]

### Helger och specialutgåvor
- Iván Valenzuela (2009-2012; 2014-).[5]
- Antonio Quinteros (2010-).
- Carolina Urrejola (2010-).
- Paulo Ramírez (2010-).
- Cristina González (2013-).
- Álvaro Paci (2013-).
- Alfonso Concha (2014-).

## Logotyper

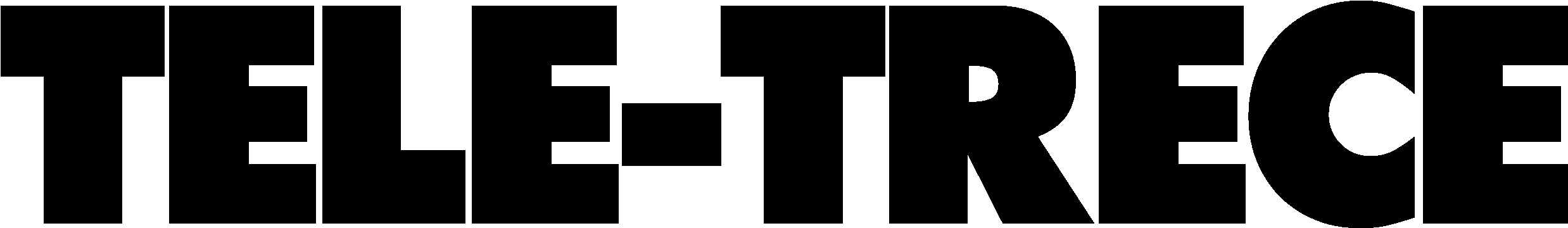
1972-1975
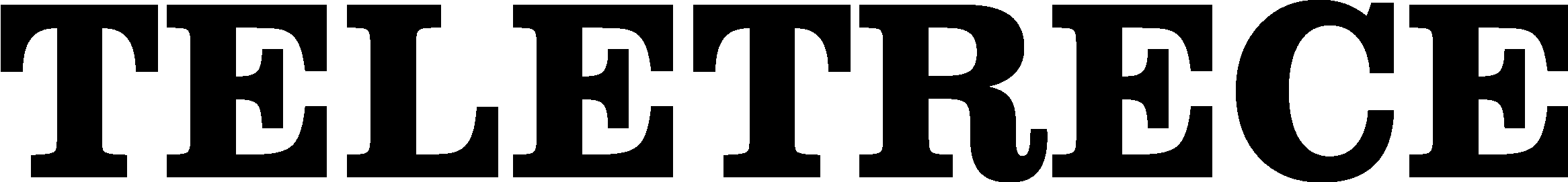
1975-1977
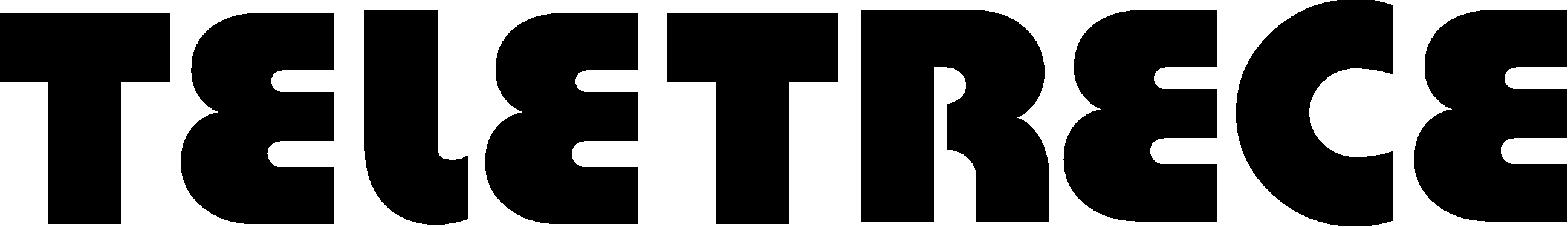
1979-1992
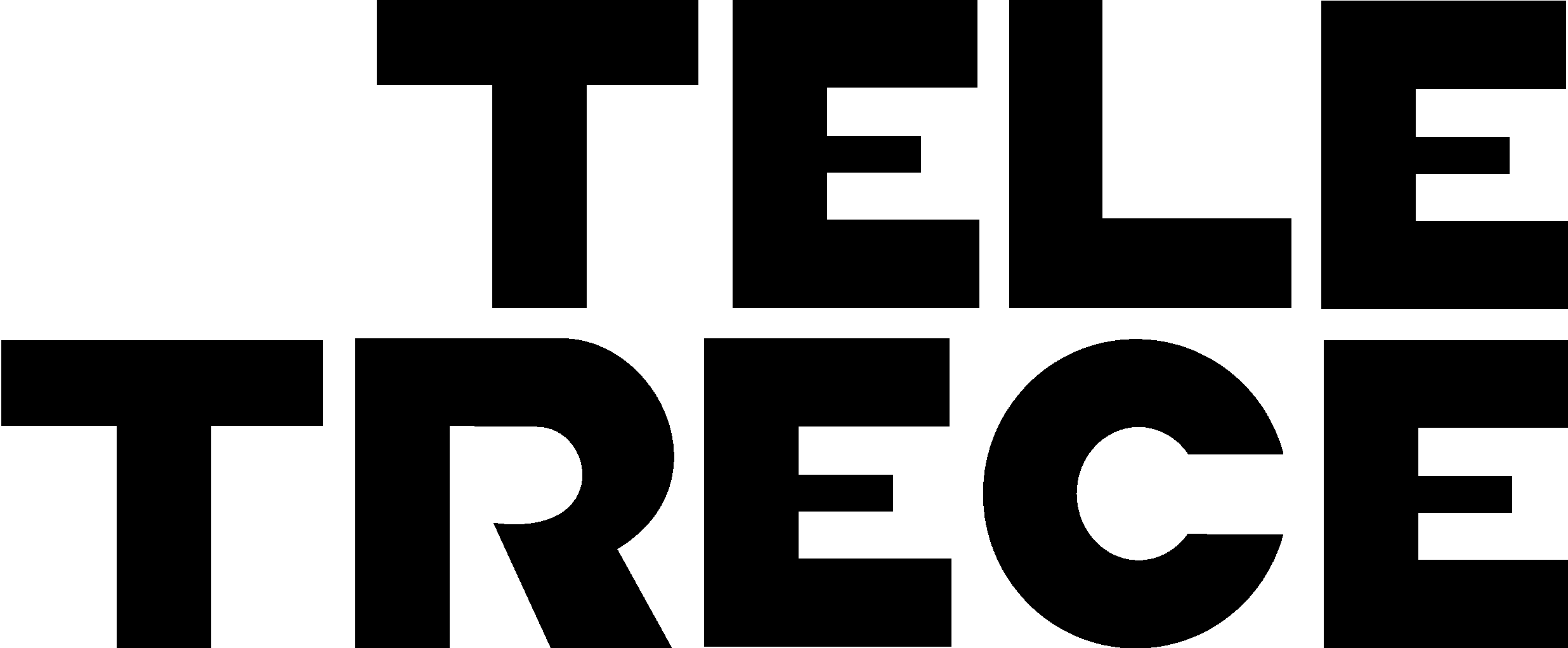
1992-1994
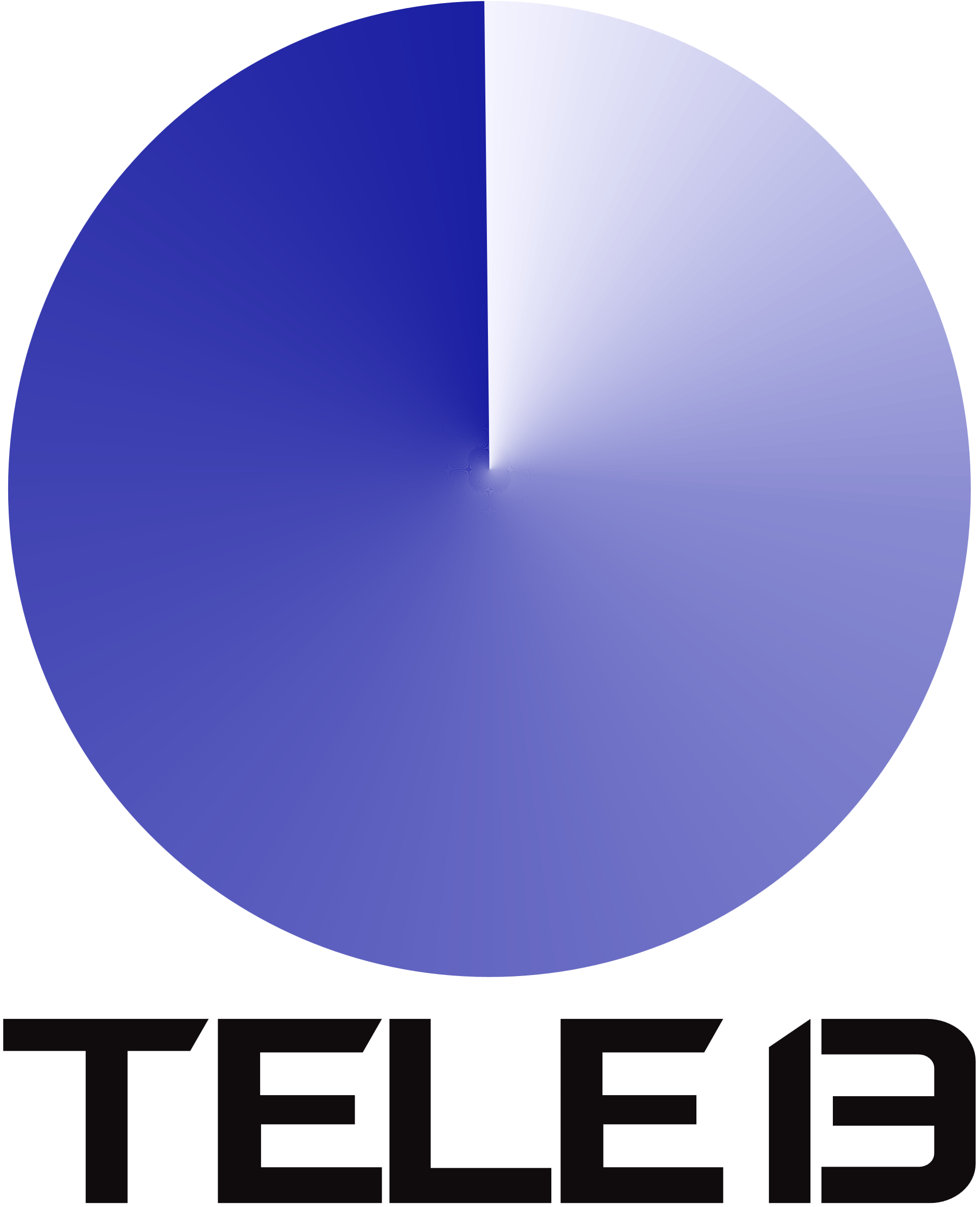
1999-2000
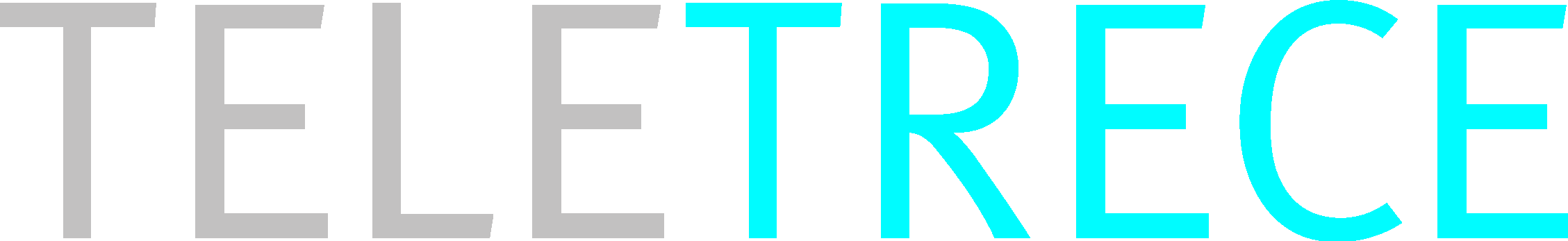
Används från 16 augusti 2000 till 14 juli 2002.
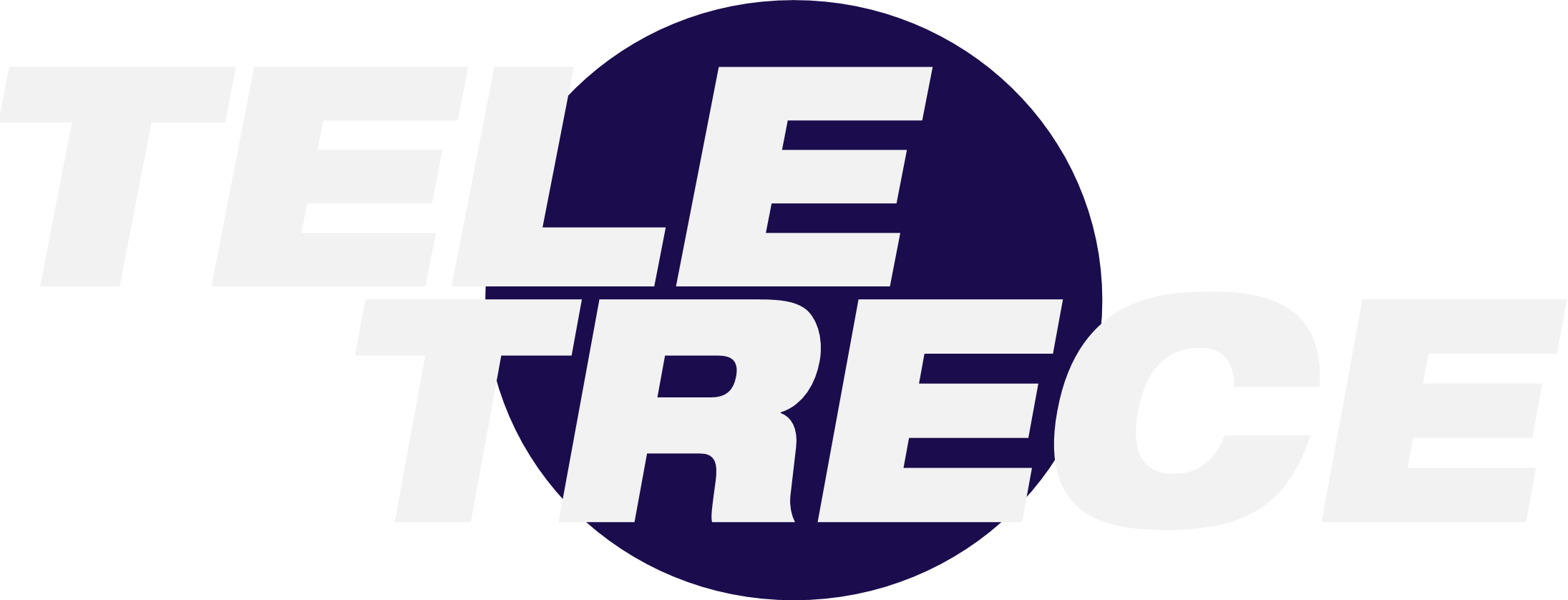
Används från 14 mars 2005 till 3 mars 2008.
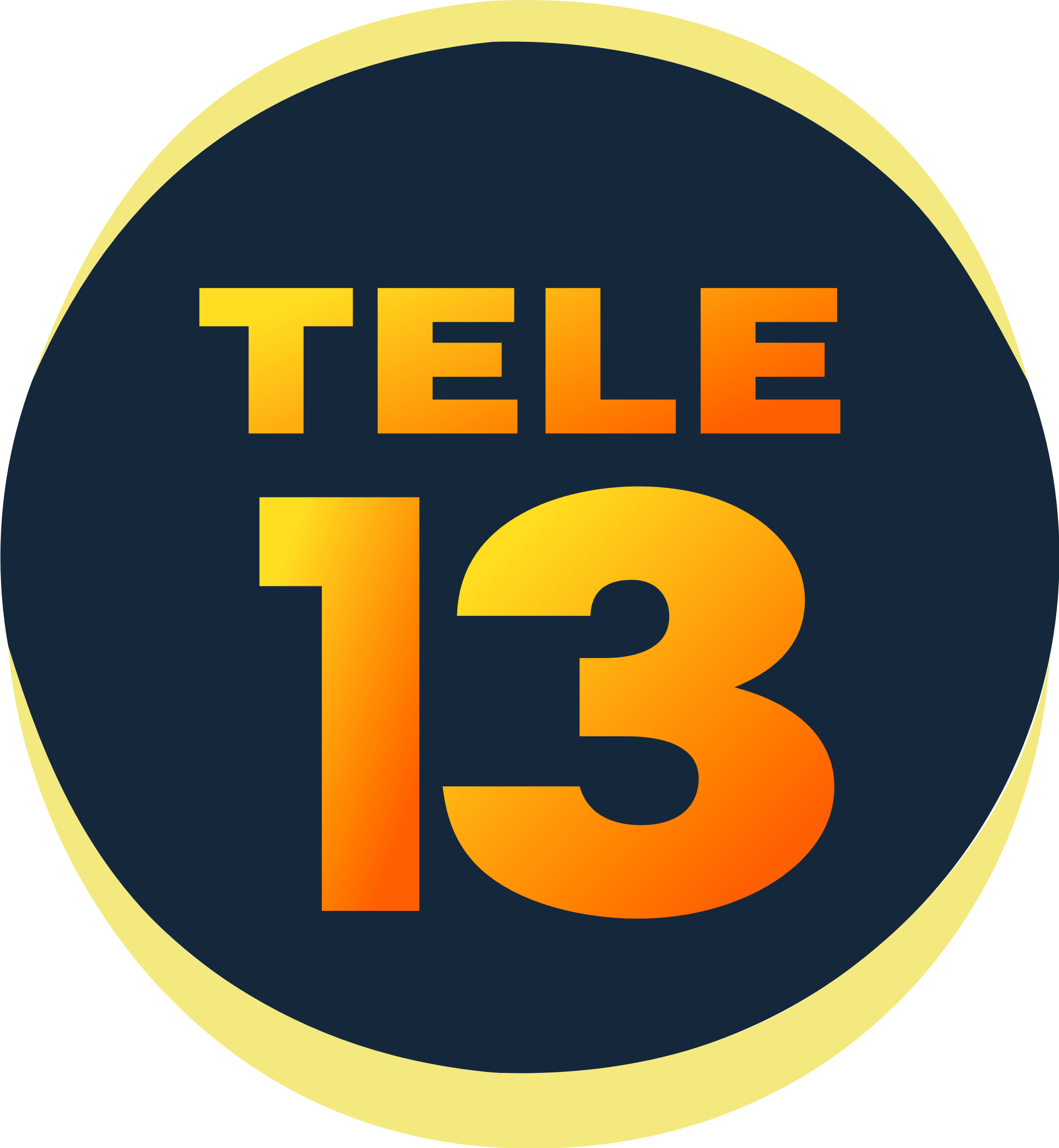
2008-2009
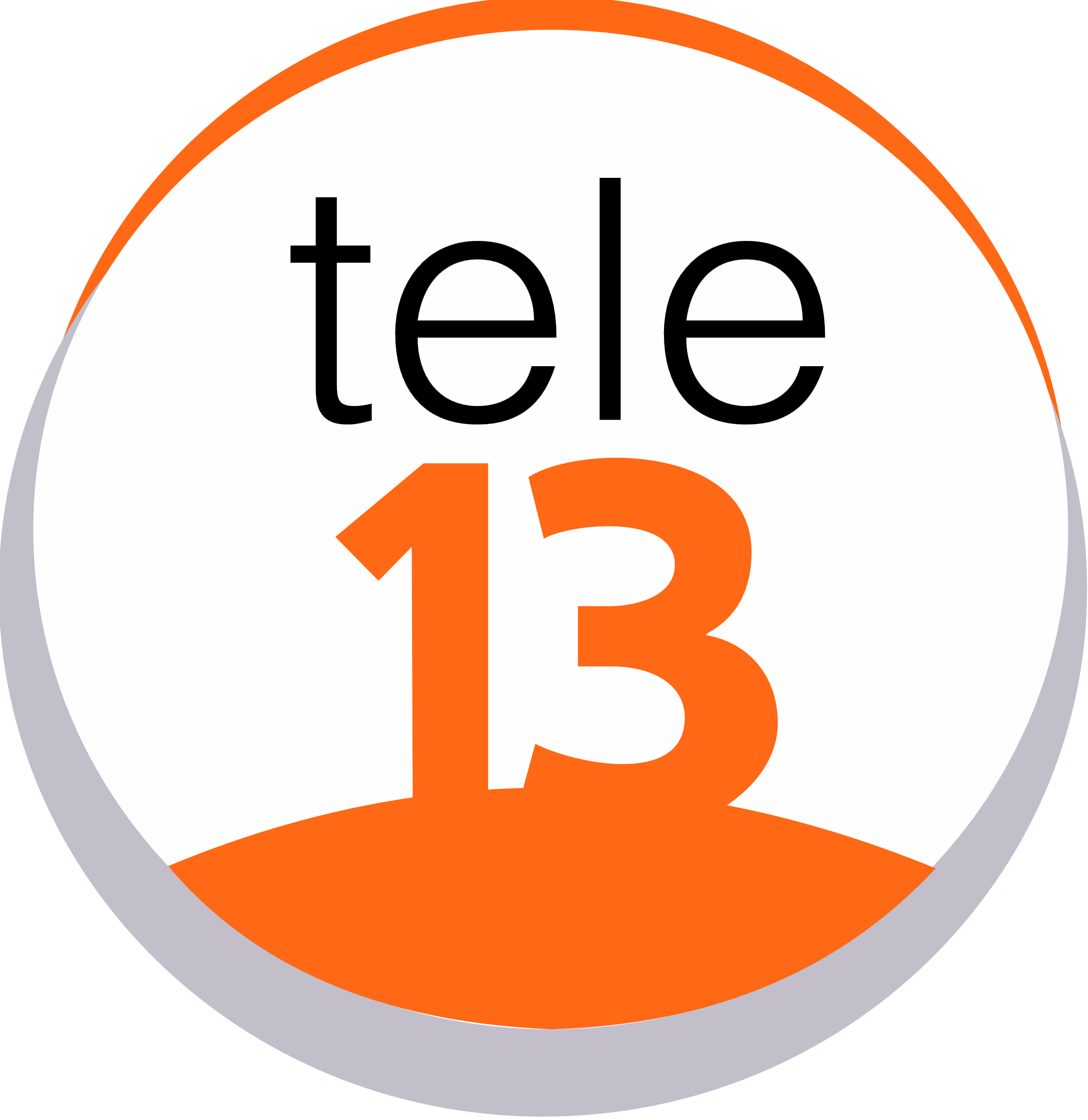
2010-2012
Används från 2 maj 2012 till 16 mars 2016.
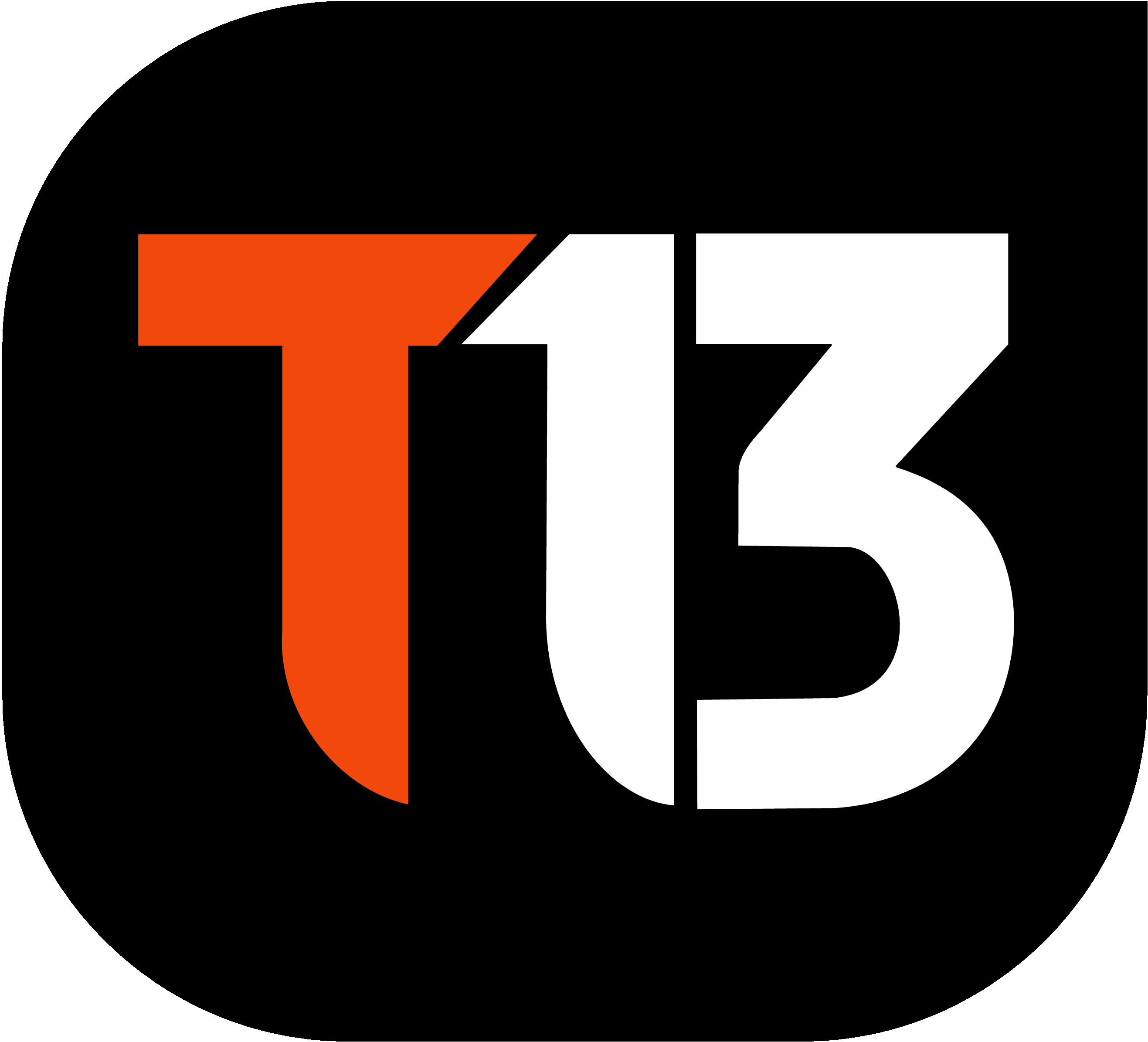
Används från 16 mars 2016 till 2 mars 2019.
Används sedan 3 maj 2022.